# 空中监狱
《空中監獄》（英語：Con Air）是一部在1997年上映的美国動作片，由賽門·衛斯特执导，並由電影《絕地任務》的製片人傑瑞·布洛克海默擔任製片。尼古拉斯·凯奇、約翰·庫薩克和約翰·馬克維奇等演員擔任主演。這部電影標題來自於司法部門囚犯及外國人運輸系统的暱稱。電影編劇史考特·羅森堡是在翻閱報紙時首次聽說這個特別項目，於是他去俄克拉荷馬城的基地时，從目击者的角度觀察這個非凡的行動後，迅速萌發這部電影故事。
電影上映後票房相當成功，以2.24億美元的票房超過僅7500万美元的預算。評價整體雖然褒貶不一但主要稱讚其動作和特技場面，以及凱吉等演員的出色演出，尤其是馬克維奇飾演的反派。電影在第70屆奧斯卡金像獎中，獲得最佳原創歌曲和最佳音效兩項提名。

## 劇情
從美國陸軍遊騎兵退伍的卡麥倫·坡，為了保護剛懷孕的妻子翠莎免於小混混的騷擾而犯下過失致死罪，因自身尊嚴而拒絕認罪的他被判處十年徒刑，由此錯過女兒凱西出生而於坐牢期間一直跟女兒透過書信往來。八年後，坡因表現良好而在凱西七歲生日當天獲得假釋，為了節省返家時間而搭上一架由C-123運輸機改裝而成的囚犯運輸專機「牢鳥號」。這次航程由美國法警高層文斯·賴肯監管，並除了坡和其獄友麥克·奧戴爾以外，還乘載著一批號稱全美最殘暴兇狠的犯人，準備運送到一座剛完工的大型監獄。而中途降落的站點將會交換到的一名囚犯是哥倫比亞毒梟之子法蘭西斯科·辛迪諾，偵辦案件的緝毒局探員杜肯·馬沃里在賴肯的批准下，將他的同事威利·辛姆斯裝扮成囚犯一同臥底在飛機上，靠打探形式錄下辛迪諾的犯罪實證。
牢鳥號起飛不久，兩名重罪犯賽洛斯·葛森和「鑽石狗」暗中用藏好的針頭解開鐐銬，暗示部下「彈球」引發機內火災乃至暴動。逃脫的賽洛斯馬上搶走駕駛艙裡的手槍，囚犯隨即佔領飛機，其他獄警被劫為人質。賽洛斯決定遵從計劃在中途站卡森城機場降落，交換囚犯後馬上飛到無引渡法的國家。臥底在內的辛姆斯拿出事先被馬沃里給他的手槍奪下控制權，坡試圖勸他住手，卻導致賽洛斯找準時機槍殺辛姆斯。坡於過程中假裝跟賽洛斯一夥配合，阻止一位強姦犯「強尼23」試圖強暴一位女獄警莎莉·畢舍普。飛機抵達沙塵暴圍繞的卡森機場，賽洛斯等人著裝成獄警換取到十位囚犯，當中有辛迪諾、會開飛機的囚犯「沼澤怪物」、以及臨時安排的駭人連環殺手賈蘭·格林。而六位下機交換的囚犯包含獄警本人與飛行員，兩人因為被戴頭套及膠布蒙嘴而無法喊求救。
原以為行動正常的賴肯突然在賽洛斯牢房墻內找到一系列劫機行動安排，當時卡森城機場的警方也在扮成囚犯的獄警身上找到辛姆斯的隨身錄音機；由坡事先偷偷塞給他作為求救手段。但還是晚一步，沼澤怪物掉包牢鳥號的發信器後起飛離開機場，負責將發信器放至別架飛機上的彈球，因為泡妞沒能及時趕回牢鳥號。馬沃里獲知辛姆斯被殺之下勃然大怒，搭上攻擊直升機準備追蹤牢鳥號並伺機擊落，而賴肯強烈反對犧牲機上其他無辜者，同時疑惑坡為何沒有利用中途降落的機會下機。坡得知囚犯們即將在沙漠中心的棄置林納機場降落，再集體換乘辛迪諾事先安排好的私人飛機徹底迎向自由，而他剛好在底部行李艙中找到不慎被捲進起落架而死的彈球屍體，將林納機場降落的線報以及駕駛艙通訊器中聽到的賴肯名字寫在屍體上後拋出去。彈球屍體落至底下城市的一輛汽車上，而掉落的位置剛好與飛機發信器位置相反，獲知消息的賴肯意識到中計後迅速趕往林納機場，同時聯絡國民警衛隊先去攔截囚犯。當一名囚犯“疯人院比利”翻到坡的行李得知他是叛徒後，迫使坡在行李艙中將他打死。
牢鳥號抵達林納機場卻不見辛迪諾的飛機，讓坡懷疑辛迪諾出賣他們，賽洛斯決定以防萬一而命令全員合力搶修牢鳥號。患有糖尿病的奧戴爾開始病發，因為急缺胰島素的注射器而迫使坡出去為他尋找，剛好遇上趕到的賴肯而為他匯報整個情況。兩者共同發現辛迪諾藏好的私人飛機，而辛迪諾趁機跑來試圖一人搭機逃亡，但賴肯靠起重機破壞飛機，導致沒逃成的辛迪諾被賽洛斯燒死。不久，國民警衛隊抵達機場，迫使所有囚犯拿起牢鳥號行李艙裡的大量原本為獄警使用的槍械，在廢機場伏擊並殺死大量軍方，直到賴肯及時開推土機支援，才使囚犯逃回飛機。坡拿到注射器回去後救治奧戴爾，注意到強尼23企圖趁無人時強姦畢舍普而將其擊倒後拷在飛機囚牢中。逃離林納機場不久，賽洛斯剛好發現“疯人院比利”的屍體，將一天的巧合拼在一起意識到坡是叛徒，然而奧戴爾幫坡頂罪而被槍傷。
賴肯和馬沃里開著兩架攻擊直升機趕來，趁賽洛斯等人抵抗過程中，坡跑到駕駛艙奪得控制權，命令沼澤怪物將嚴重受損的牢鳥號降落在拉斯維加斯機場。但因飛機耗盡燃油導致熄火，由此只能迫降在賭城大道上。強尼23在迫降過程中經受不住衝擊而死，嚴重受損的飛機最終幸運停在酒店門口，而法警馬上趕來搜捕回所有囚犯。倖存的奧戴爾及時送醫後，畢舍普離開前感謝坡的救命之恩。然而，賽洛斯、鑽石狗和沼澤怪物從飛機底部逃出，集體搭上一輛消防車走為上策，而坡與賴肯騎著警用摩托車，追趕，經過激烈的追逐後殺死鑽石狗與沼澤怪物，最後讓賽洛斯跌進路邊工地、遭碎石機砸死。坡正式跟賴肯握手表示彼此信任，翠莎和凱西母女也趕到現場，經歷千辛萬苦的坡終於跟妻子團聚，首次遇見女兒凱西時，將他保護的兔寶寶玩偶送給她作為生日禮物，一家人最後緊緊擁抱在一起。
所有囚犯落網的同時，由於是臨時安排而唯一沒有被算在名單上的賈蘭則一人在賭場裡賭博、逍遙準備享受新的人生。

## 角色
- 尼古拉斯·凯奇 饰 卡梅伦·坡,一名假释犯人，原为美国陆军第75游骑兵团的游骑兵，与当局合作夺回了空中监狱的航班
- 约翰·库萨克 饰  美国法警 文森特·“文斯”·拉金，一名美国法警，发现了卡梅伦·坡在夺回航班时的作用
- 约翰·马尔科维奇 饰  “病毒”赛勒斯·格里森，一名非常聪明的职业罪犯，也是从空中监狱逃跑的主谋
- 史蒂夫·布西密 饰  “玛丽埃塔杀人魔”加兰德·格林，一个臭名昭著的连环杀手。导演西蒙·韦斯特和布西密以现实生活中的连环杀手艾德·盖恩、泰德·邦迪、查尔斯·曼森、杰弗里·达默、约翰·韦恩·盖西和埃德蒙·肯珀为原型塑造了这个角色。
- 文·雷姆斯 饰 纳撒尼尔·“内森”·琼斯，绰号钻石狗，一名黑人民族主义者，被判犯有恐怖主义罪行，赛勒斯的副手
- 科尔姆·米尼  饰 邓肯·马洛伊 ，联邦特工
- 麦凯尔泰·威廉森 饰迈克尔·“麦克”·奥戴尔，绰号婴儿，卡梅伦·坡的狱中朋友，患有糖尿病
- 雷切尔·蒂科汀 饰 萨莉·毕晓普警卫，航班上唯一的女性矫正官，被约翰尼23袭击后受到卡梅伦·坡的保护
- 莫妮卡·波特 饰 帕特里夏·“特里西娅”·坡，卡梅伦·坡的妻子
- 戴夫·查普尔 饰约瑟夫·“乔”·帕克 ，绰号弹球，一名低级囚犯，被判贩卖海洛因罪、持枪抢劫罪和纵火罪
- M·C·盖尼 饰 “沼泽怪物”厄尔·威廉姆斯, 一名拥有航空专业知识的罪犯，为赛勒斯担任飞行员
- 约翰·罗斯留斯 饰 斯基普·德弗斯 警长
- 雷诺里·圣地亚哥 饰 “萨莉不会跳舞”雷蒙·马丁内斯，一名异装癖犯人，受到毒品指控而被定罪
- 丹尼·特乔 饰 约翰·“约翰尼23”·巴卡， 一名连环强奸犯，他的绰号来自于性犯罪的次数
- 杰西·博雷戈 饰 弗朗西斯科·辛迪诺，一名背信弃义的南美毒枭和恐怖分子，帮助赛勒斯策划劫持事件。杰西·博雷戈使用哥伦比亚毒枭巴勃罗·埃斯科瓦尔作为刻画这个角色的基础
- 尼克·齐兰德 饰 威廉·“疯人院比利”·贝德福德，一名因杀害前妻家人而被定罪的大屠杀凶手
- 安吉拉·费瑟斯通 饰 金妮
- 何赛·祖尼加 饰 威廉·“威利”·西姆斯，美国缉毒局特工
- 兰德里·阿尔伯特 饰 凯西·坡，卡梅隆·坡7岁的女儿
- 史蒂夫·艾斯汀 饰 法尔宗 警卫，空中监狱航班上管教人员的领导
- 凯文·盖奇 饰 比利·乔，一个喝醉的酒吧老板，卡梅伦·坡为了自卫杀死了他

## 製作
本片的主體拍攝於1996年7月1日開始，拍攝地包含洛杉矶、盐湖城和拉斯维加斯。

## 相關
- 美國法警
- 美國緝毒局
- 美国电影业